# Anikita Repnin
Anikita Ivanovitsj Repnin (Russisch: Аникита Иванович Репнин) (Moskou, 1668 - Riga, 3 juli 1726) was een belangrijke Russische generaal die tijdens de Grote Noordse Oorlog Riga innam in 1710 en onder Peter I van Rusland diende als gouverneur van Lijfland vanaf 1719 tot zijn dood.
Repnin groeide samen op met Peter de Grote in een voorstad van Moskou: Preobrazjenskoje. Wanneer Peters halfzus Sofia Aleksejevna werd opgesloten in het klooster Troitse-Sergieva Lavra in opdracht van Peter zelf, bewaakte Repnin haar. Ook nam hij deel aan de Azovcampagnes, waar hij benoemd werd tot generaal. Repnin nam ook deel aan alle grote veldslagen in de Grote Noordse Oorlog. Zijn rang van generaal verloor hij na zijn nederlaag in de slag bij Holowczyn, waar hij het moest opnemen tegen de Zweedse legers van Karel XII van Zweden. Deze rang kreeg hij echter terug na zijn overwinning in Lesnaja. In de Slag bij Poltava leidde hij de middelste troepen. Hierna werd hij gouverneur van Riga en Lijfland. In 1724 werd hij benoemd tot minister van oorlog, hier nam hij de plaats in van Aleksandr Mensjikov, die in ongenade was gevallen. Catharina I van Rusland gaf hem daarna de titel maarschalk.

## Militaire loopbaan
- Eerste luitenant: 1685[1]
- Kolonel: 1687[1]
- Generaal-majoor: 1698[1]
- Generaal der Infanterie: 1700 -25 juni 1699[2]

- Maarschalk: 7 mei 1724

## Onderscheidingen
- Orde van Sint-Andreas de Eerstgeroepene in 1709[1]
- Orde van de Witte Adelaar
- Orde van de Olifant
- Alexander Nevski-orde in 1725